# Buckhurst Park
Buckhurst Park är en park i Storbritannien.   Den ligger i grevskapet East Sussex och riksdelen England, i den södra delen av landet, 50 km söder om huvudstaden London. Buckhurst Park ligger 82 meter över havet.
Terrängen runt Buckhurst Park är platt. Runt Buckhurst Park är det ganska tätbefolkat, med 172 invånare per kvadratkilometer. Närmaste större samhälle är Crowborough, 4,1 km söder om Buckhurst Park. I omgivningarna runt Buckhurst Park växer i huvudsak blandskog.